# Theodor Göllner
Theodor Göllner (* 25. November 1929 in Bielefeld; † 31. Dezember 2022 in den USA) war ein deutscher Musikwissenschaftler und Ordinarius am Institut für Musikwissenschaft der Ludwig-Maximilians-Universität München.

## Leben
Göllner studierte ab 1949 an der Universität Heidelberg Musikwissenschaft bei Thrasybulos Georgiades sowie Philosophie bei Hans Georg Gadamer und Lateinische Philologie des Mittelalters bei Walther Bulst.
1958 wurde er nach seiner Promotion Lehrbeauftragter und ab 1962 wissenschaftlicher Assistent am Institut für Musikwissenschaft der Universität München. Seine Habilitation erfolgte 1967. Im selben Jahr erhielt er einen Ruf an die University of California, Santa Barbara. 1973 übernahm er den Lehrstuhl für Musikwissenschaft an der Universität München, den er bis zu seiner Emeritierung 1997 innehatte. Ab 1972 war er ordentliches Mitglied der Bayerischen Akademie der Wissenschaften und Vorsitzender der Musikhistorischen Kommission, 1981 bis 2001 außerdem Vorsitzender der Gesellschaft für Bayerische Musikgeschichte.
Zu Göllners Schülern gehören u. a. Klaus Aringer, Beatrice Ebel, Bernd Edelmann (* 1947), Carl Friedrich Jickeli, Birgit Lodes, Hans Ulrich Roth, Konrad Ruhland und Bernhold Schmid.

## Familie
Göllner war ab 1959 mit der amerikanischen Musikwissenschaftlerin Marie-Louise Martinez (1932–2022) verheiratet. Beide besaßen ein Haus in Montecito, Kalifornien, „mit Blick auf den Pazifischen Ozean und die Kanalinseln“. Das Paar hatte zwei Kinder, Katharina und Philipp, und vier Enkelkinder.